# Шпинат
Шпина́т (лат. Spinacia) — род травянистых растений семейства Амарантовые (Amaranthaceae), в современной классификации помещается в подсемейство Маревые (Chenopodioideae), ранее рассматривавшемся как самостоятельное семейство Chenopodiaceae.
Самый известный представитель рода — шпинат огородный (Spinacia oleracea), широко представленный в культуре, используется в кулинарии, применяется как при приготовлении салатов, так и в качестве составной части различных блюд.

## Название
Этимология названия: «шпинат» ← нем. Spinat ← старофр. espinache ← ст.-окс. espinarc ← кат. espinac ← араб. سبانخ‎ ← перс. اسفناج‎.
Английским шпинатом могут называть совсем другое растение — щавель шпинатный (Rumex patientia), относящийся к семейству Гречишные.

## История
Шпинат огородный вошёл в культуру уже очень давно — возможно, около 2000 лет назад, или после VI века нашей эры. Среди исследователей нет единого мнения о месте происхождения культурного шпината. Возможным местом возникновения культуры называют Иран или Кавказ. Другие ботаники наряду с Ираном считают очагом этой культуры Среднюю Азию и Афганистан. В качестве вида культивируемый шпинат впервые определяет Линней (под названием Spinacia oleracea).
Дикорастущий шпинат в качестве отдельного вида впервые был описан русским ботаником Х. Х. Стевеном в 1809 году, как шпинат четырёхтычинковый (Spinacia tetrandra). Долгое время шпинат четырёхтычинковый оставался единственной известной формой дикорастущего шпината. Ревизия рода, проведённая М. М. Ильиным в 1934 году, выявила самостоятельный вид дикорастущего шпината, произрастающий в Средней Азии — шпинат туркестанский (Spinacia turkestanica).

## Виды
Род включает три вида:
- Spinacia oleracea L. typus[4] — Шпинат огородный (в быту — просто «шпинат»)
- Spinacia tetrandra Steven ex M.Bieb. — Шпинат четырёхтычинковый
- Spinacia turkestanica Iljin — Шпинат туркестанский